# قرار مجلس الأمن التابع للأمم المتحدة رقم 1404
قرار مجلس الأمن التابع للأمم المتحدة رقم 1404، المتخذ بالإجماع في 18 نيسان / أبريل 2002، بعد إعادة تأكيد القرار 864 (1993) وجميع القرارات اللاحقة بشأن أنغولا، ولا سيما القرارات 1127 (1997)، 1173 (1998)، 1237 (1999)، 1295 (2000)، 1336 (2001) و1348 (2001) و1374 (2001)، مدد المجلس آلية مراقبة العقوبات المفروضة على يونيتا حتى 19 أكتوبر 2002.
وأعرب مجلس الأمن عن قلقه من آثار الحرب الأهلية على الوضع الإنساني، مؤكدا أن الوضع لا يزال يشكل تهديدا للسلم والأمن الدوليين. ورحب باتفاق وقف إطلاق النار في 4 نيسان / أبريل 2002، وأعلن أن آلية الرصد ستظل قائمة طالما كان ذلك ضرورياً. وبموجب الفصل السابع من ميثاق الأمم المتحدة، مدد المجلس آلية المراقبة لفترة إضافية مدتها ستة أشهر وطلب منها تقديم تقرير دوري إلى اللجنة المنشأة بموجب القرار 864 مع تقرير إضافي بحلول 15 أكتوبر 2002. وطُلب من رئيس اللجنة تقديم التقرير بحلول 19 تشرين الأول / أكتوبر 2002 إلى المجلس.
وقد طُلب من الأمين العام كوفي أنان تعيين أربعة خبراء للعمل في آلية المراقبة واتخاذ الترتيبات المالية لهذا الغرض. أخيرًا، تمت دعوة جميع الدول للتعاون مع الآلية خلال فترة تفويضها.

## روابط خارجية
- نص القرار في undocs.org